# BMG 音樂版權管理公司
BMG 音樂版權管理公司（BMG Rights Management GmbH，前身為貝塔斯曼音樂集團）是貝塔斯曼旗下的一家音樂公司，於2008年創立，业务为音樂發行及音樂錄製。

## 歷史
該公司的前身為貝塔斯曼音樂集團。2004年11月，由時任美國索尼董事長霍華德·斯金格主導，索尼音樂與貝塔斯曼音樂集團以各持股50%方式合併成為索尼博德曼音樂娛樂公司，總部設於美國紐約，為全球第二大音樂唱片公司。2008年8月5日，索尼宣布收購貝塔斯曼所持有索尼貝塔斯曼另50%股權，並於10月1日正式生效，索尼貝塔斯曼成為100%美國索尼子公司，並改回原名「索尼音樂娛樂」（SONY MUSIC Entertainment Inc.(SMEI)）。同日，貝塔斯曼成立了新的音樂公司：「BMG音樂版權管理公司」。
該於2009年1月在巴黎，倫敦，米蘭，馬德里和阿姆斯特丹開設了分公司，並將總部設在柏林。。該公司在美國、英國和瑞典以「BMG Chrysalis」的名義進行音樂發行。
2012年，BMG音樂版權管理公司成為全球第四大音樂發行商（根據其收入）。
2014年，BMG成為德國最成功的音樂發行商，並獲得了53項格萊美獎提名。
2016年，BMG與華納音樂集團簽定了發行協議，該發行協議將涵蓋BMG的大部分專輯;雖然一些專輯將繼續由其他品牌發行。2017年3月7日，BMG宣布將把95,000首曲目和8,000張專輯的全球發行權轉讓給華納的另類發行部門。
2017年12月，BMG也開始製作電影：一部關於瓊·傑特的紀錄片《瓊傑特：壞名譽》（Bad Reputation），將於2018年的日舞影展首映，由Magnolia Pictures發行。